# Faro Punta Lobos
El Faro Punta Lobos es un faro no habitado de la Armada Argentina que se encuentra en la ubicación, Departamento Florentino Ameghino, en la Provincia del Chubut, Patagonia Argentina.
El faro fue librado al servicio el día 20 de diciembre de 1948. Fue construido en el marco del Plan General de Balizamiento desarrollado por la Dirección General de Navegación e Hidrografía (actual Servicio de Hidrografía Naval), y con el fin de señalizar el amplio litoral argentino. Se trata de una torre cilíndrica de hormigón armado de 14 metros, pintada con franjas horizontales blancas y rojas, alimentada a gas acetileno a través de una lente de 1000 milímetros de diámetro que le permitió un alcance nominal de 13,7 millas náuticas. Actualmente su alimentación es mediante energía solar fotovoltaica.
Su nombre obedece a la existencia de una colonia de lobos marinos que viven en los alrededores del faro.